# Carmen Herrero Blanco
Carmen Herrero Blanco (Madrid, 1948) es una economista española. Es catedrática de Fundamentos del Análisis Económico la Universidad de Alicante desde 1986. Es autora de numerosas investigaciones cuyo fondo común es la preocupación implícita por los problemas sociales, en especial los relacionados con la equidad, el bienestar social y la economía de la salud.

## Carrera
Carmen Herrero se licenció en Ciencias Matemáticas por la Universidad Complutense de Madrid en 1970. Obtuvo su doctorado en Ciencias Matemáticas en 1979 por la Universidad de Valencia.

## Obras
- Herrero, C., A. Soler y A. Villar (2013): Desarrollo humano en España: 1980-2011. Valencia: Ivie.
- Herrero, C., A. Soler y A. Villar (2013): La pobreza en España y sus comunidades autónomas: 2006-2011. Valencia: Ivie.
- Herrero, C. (dir.), J.M. Abellán, P. Cubí, J.E. Martínez, I. Méndez y F.I. Sánchez (2011): Siniestralidad vial en España y la Unión Europea. 1997-2007. Bilbao: Fundación BBVA.
- Herrero, C., A. Soler y A. Villar (2010): Desarrollo humano en España. 1980-2007. Valencia: Fundación Bancaja.
- Cubí, P. y C. Herrero (2008): Evaluación de riesgos y del impacto de los accidentes de tráfico sobre la salud de la población española (1996-2004). Bilbao: Fundación BBVA.
- Herrero, C., A. Soler y A. Villar (2004): Capital Humano y Desarrollo Humano en España, sus Comunidades Autónomas y Provincias. 1980-2000. Valencia: Fundación Bancaja.

## Premios y reconocimientos
- Premio Rey Jaime I en Economía, 2017.[2]
- Doctora honoris causa por la Universidad de Granada (2014).[3]